# Lomnici-csúcs
A Lomnici-csúcs (szlovákul Lomnický štít) a Magas-Tátra egyik legmagasabb és leglátogatottabb hegye Szlovákiában.

## A csúcs
A Lomnici-csúcs a Magas-Tátra legismertebb és legnépszerűbb orma, amihez nagyban hozzájárult az 1940-ben épített drótkötélpálya. A Szepesi-felföldről nézve uralkodó helyzetet foglal el az összes csúcs között. Nem csoda, hogy igen hosszú ideig a Tátra legmagasabb ormának tartották, és csak a 19. század közepe felé állapították meg véglegesen, hogy az elsőség a Gerlachfalvi-csúcsot illeti. északnyugatról a Fecske-torony a legközelebbi jelentős szomszédja. északkelet felől méltó társa a Késmárki-csúcs. A két hegy széles sziklateste között az éles Villa-gerinc húzódik. A Lomnici csúcsból déli irányban egy oldalgerincet indul ki. Ennek hosszú nyúlványa a Kis-Tarpataki-völgyet a Kő-pataki-tó katlanától elválasztó Lomnici-gerinc, amely végül síksághoz ereszkedő lejtőkben vész el.
A csúcsról való kilátás pazar. Kedvező időben a Felvidék számos hegyén kívül látható a Tokaji-hegység, a Mátra, a Bükk-vidék (150 km), a Sněžka (Śnieżka) az Óriás-hegységben (Krkonoše, Karkonosze) a cseh–lengyel határon (360 km), a Praděd (Pradzied) a morvaországi Jeseníkyben (225 km), a Łysa Góra a Świętokrzyski-hegységben, Lengyelországban (200 km), a Hoverla Kárpátalján (300 km) stb.

## Neve
A 18. század második feléig a csúcsot megmászhatatlannak tartották. Azt a feltevést, hogy a csúcs a legmagasabb és elérhetetlen, egykori neve is bizonyítja: Frölich Dávid 1644-ben mint Vatert (Apa), Daniel Speer Ungarischer oder Dacianischer Simplicissimus-a 1683-ban pedig mint Grossvater-t (Nagyapa) említi. Czaki Flóris a Szepesség északi részét ábrázoló térképén (1780) pedig a csúcs egész masszívumát Königsbergnek (Királyhegy) nevezi. A lengyel irodalomban mint Królowa Tatr, illetve Królowa Tatrzańska (a Tátra királynője) szerepel. ifjabb Buchholtz György tátrai panorámáján (1717) latinul mint Petra altissima kesmarkiensis, Buchholtz Jakab leírásában (1752) pedig az előző elnevezés német változata található: allerhöchster Kaisermärkerfels (legmagasabb késmárki szikla). Czirbesz Jónás leírásában (1772) mint höchste Kaisermärker Spitze (legmagasabb késmárki csúcs) található. Ezek az elnevezésen nem a csúcs birtokjogi hovatartozásra utalnak, mivel ebben az időben a Tátra keleti részét a nép „Késmárki hegyeknek” nevezte, és ez az elnevezés a 18. század folyamán az irodalomba is belekerült. Habár idősebb Buchholtz György 1719-ben a Das weit un breit erschollene Zipser Schnee-Gebürg c. művében használja a csúcs megnevezésére a Kesmarker Spitze elnevezést, nála található a szerinte egyedüli helyes elnevezésnek tartott Lumnitzer Spitze név is. Windisch Károly Gottlieb Geographie des Kgr. Ungarn műve szerint (1780) többek között nevezték Gänserichnek (Gúnár) is; ez azonban tévedés, mivel így nevezték a Jég-völgyi-csúcsot az ott található libapimpó (a valóságban indás ciklász) szerint.
A 19. század elején Stanisław Staszic lengyel geológus a csúcsot Krapak-nak nevezi, ez az elnevezés a történészek szerint a Kárpátok nevének rossz átírásával keletkezett. Dercsényi-Weisz Gy. 1797-ben a höchste Lomnitzer Spitze (legmagasabb lomnici csúcs) elnevezést használja a csoport legmagasabb ormának megjelölésére, mivel eleinte az egész tömböt nevezték Lomnici-csúcsnak. A skót Robert Townson, aki 1793-ban megmászta a csúcsot, a Lomnici- és Késmárki-csúcs elnevezéseket a lomnici csoport legmagasabb pontja kétféle nevének tartotta a Travels in Hungary … c. művében. Albrecht von Sydow a Bemerkungen auf einer Reise nach den Central-Karpathen c. művében (1830) már megkülönbözteti a két csúcsot, de megtoldja a Gabel (Villák) megjelöléssel, amikre a csúcsok hasonlítanak észak felől a Késmárki-völgyből nézve, a Zöld-tó felé haladva.
A Lomnici-csúcs elnevezés a 19. század folyamát általánosan elterjedt. A nevet a terület egykori tulajdonos községéről, Kakaslomnicról kapta. A község első említése a 13. század második feléből való (1257: Lomnicz, 1285: Lumnitz, Lumpnitz, Lumpnitza, 1325: Lomnicha, Lomnycha, Lomnicza).

## Ábrázolása
A lomnici-csúcs első ábrázolásával a 14. századból származó kakaslomnici Berzeviczyek címerében találkozunk. A csúcs különösen feltűnő ifjabb Buchholtz György (1717) és Berzeviczy István (1719) panorámáin, melyek Kakaslomnic felől ábrázolják a Tátrát. Townson panorámája (1797) Késmárk felől ábrázolja a csúcsot.

## A csúcs megmászásának története
A Lomnici-csúcs első ismert megmászója a skót Robert Townson volt 1793-ban. Egyes Tátra-kutatók feltételezték, hogy ezen a csúcson járt 1615-ben Frölich Dávid, aki nem nevezte meg az általa megmászott csúcsot; a szakemberek nagyobb része azonban a Frölich által megmászott oromnak a Késmárki-csúcsot tartja. Hogy Frölich nem a Lomnici-csúcson járt, igazolni látszik az a tény is, hogy a 18. század második felében még megmászhatatlannak tartották a csúcsot. Nincs kizárva, hogy a csúcsot elérte a késmárki Fábry kincskereső család valamelyik tagja. A csúcs északi oldalában lévő Rézpadokra – ahol rézércet bányásztak és arany után kutattak – a Német-létrán keresztül jutottak. A Fábry család legnevezetesebb tagja Bertalan fia, id. Jakab (1740–1817), aki különben csizmadia volt; az 1760–1790-es években a Réz-padokon tevékenykedett és a Tátra jó ismerője volt. Néhány előkelő külföldi vendéget is kalauzolt a Tátrában. Fábry Jakab elhíresztelte, hogy feljutott a Grossvater (Lomnici-csúcs) ormára, de nem állította, hogy ő volt az első. Tehát lehetséges, hogy valamelyik családtagja megelőzte. A Német-létrán keresztül a Réz-padokra vezető út később feledésbe merült.
1795-ben megint egy tudós társaság próbálkozott feljutni a csúcsra, ezúttal Mauksch Tamás, a Tátra nagy ismerője kalauzolt. A csoport tagja volt a híres botanikus, Kitaibel Pál is; a társaság azonban a rossz idő miatt csak a Lomnici-nyerget érte el.

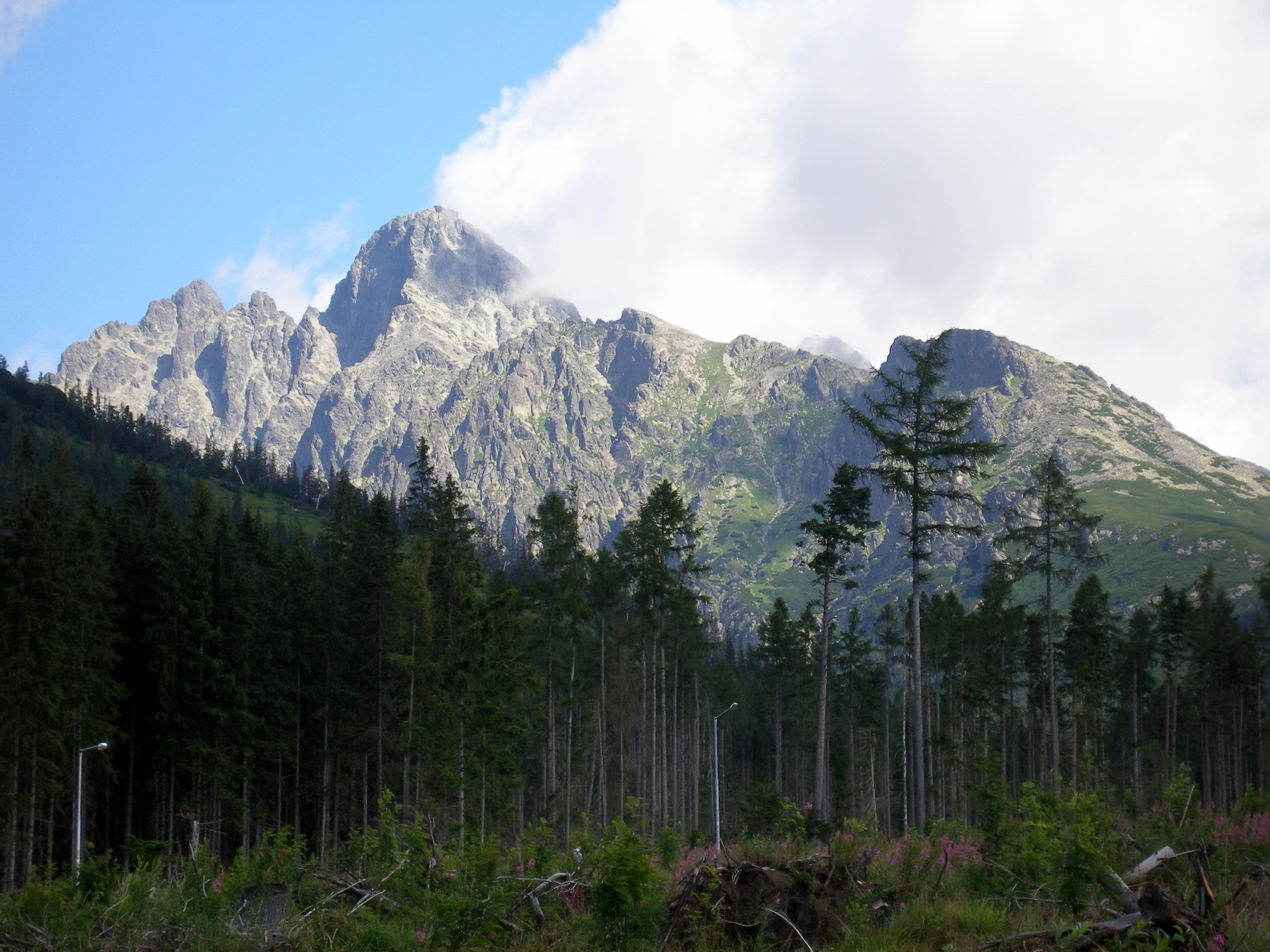
A Lomnici-csúcs

A Lomnici-csúcs egykori látogatói a Kis-Tarpataki-völgyben lévő Tüzelőkőnél kezdték a túrát a Townson-árokban (Filmársky žľab) a Lomnici-nyereg felé, majd áthaladtak egy meredek helyen, az ún. Próbán, ettől följebb van a sziklafalból oszlopszerűen kidomborodó Kápolna. Aztán a hegymászók átlépték a Lomnici-gerincet, és már a Kőpataki-tó-völgyének oldalán a Mózes-forráshoz értek. A hagyomány szerint Döller Antal őrnagy egy mászás alkalmával igen szomjazott, ezért itt a botjával a sziklára ütött és felkiáltott: „Bárha e sziklából is úgy csurogna a víz, mint Mózes szavára a puszta sziklájából!” és állítólag a sziklából forrás fakadt. A közvetlenül a Mózes-forrásnál kiinduló, rézsút jobbra emelkedő vályúban (amelyikben a víz folyik) kezdték meg a mászást. A kezdetben törmelékes, majd sziklássá váló vályú jobbra egy sziklabordára vezet fel, amely a hegyoldalban a Kő-pataki-tó völgye felé húzódik lefelé s a nagy szakadékot jobbról határolja. Mintegy 80 méterrel a Mózes-forrás felett egy fülkeszerű mélyedés van, a Ruhatár. A kalauzok utasítására a túrázók itt hagyták a botjukat, hogy tovább ne akadályozza a kúszást. A Ruhatárt jobbról egy már alulról feltűnő, a hegy felé átdűlő sziklatömb határolja – átkelve a bordán, az ennek túloldalán nyíló vályút és a következő bordát közel vízszintesen keresztezték s az utóbbi mögött felhúzódó vályú bal oldali szikláin másztak felfelé. Egy rövid táblás szögellést vaslánc segélyével legyőzve (ez az ún. "Matirkó fordulója"), utána a bal oldali borda felé kanyarodtak s ezen balra átlépve, túloldalán kb. 10 m lemászás után egy tágas, törmelékes teknőbe bocsátkoztak le. Ezt vízszintesen balra keresztezték s túloldali szikláin kb. 50 métert másztak felfelé, miközben egy sima, meredek kőtáblán – az itt megerősített, szabadon függő vaslánc segélyével (az ún. "Emericzy siratója") – haránt jobbra átcsúsztak. Ismét balra átkerülve egy sziklabordán, visszajutottak a főszakadékba (itt egy meredekebb részlet vaslánccal, az ún. "Emericzy kesergője") és ebben másztak tovább felfelé, egészen addig, ahol a szakadék – kb. 20 méterrel a csúcs alatt – táblákba megy át. Itt balra kitérve belőle, meredek mászással kijutottak a csúcs déli gerincére (a Kis-Tarpataki-völgy felé meglehetős kitett), amelynek magas, meredek lépcsőin csakhamar elérték a közeli csúcsot. A Matirkó fordulója, Emericzy siratója és kesergője kifejezések magyarázata a következő: A 19. század hetvenes éveiben két környékbeli pap, Emericzy és Matirko a csúcsra merészkedtek és Emericzy egy a helyen annyira megijedt, hogy könnyekre fakadva sírt – ez az Emericzy siratója. Az Emericzy kesergője pedig az út egyik meredek felszökése. Az út kulcshelye a Matirko-fordulója; a meredek helyen Matirko nem mert átkelni, inkább visszafordult.
A Lomnici-csúcs egyre látogatottabb hely lett, és már nem csak a kutatók keresték fel, hanem nagyszámú turista is. Lux Jakab 1825 és 1857 között 52 csoportot vezetett fel a Lomnici-csúcsra; Still János 1861-ig 80 csoporttal volt a csúcson, és egy név szerint ismeretlen erdész, akit mindenki csak mint Heiducke Johannt emlegetett, 1865-ig 112 alkalommal járt a csúcson; az első tömeges megmászás 1906. VII. 19-én történt, amikor Tátrafüred 60 fürdővendége járt a csúcson. 
Bexheft Mór szerint a Lomnici-csúcson az első hölgy a poprádi születésű Melczer Aurélné lőcsei patikus felesége volt mint 19 éves leány 1852. IX. 8-án, egy társasággal. 1854-ben pedig a budapesti Gillming Ferencné járt a csúcson. 
A csúcsra vezető utat 1878-ban négy helyen (a Próbánál, Emericzy-kesergőjénél, Matirkó-fordulójánál és az orom alatti gerincen) láncok, gyűrűk és kampók felszerelésével biztosabbá tették.
1900. július 6-án Jordán Károly és id. Franz János megtalálták a Téry-háztól a csúcsig vezető aránylag könnyű (II. fokozatú), de bonyolult utat, melyet az MKE hegyivezetői id. Hunsdorfer János vezetésével láncokkal és kampókkal láttak el (ezeket 1905-ben kiegészítették), és egyes helyeken mesterségesen kiszélesítettek. A Csehszlovák Turista Klub 1930-1940-es években kissé módosította a segédeszközöket, majd 1958-ban kicserélték az egyes láncokat, főleg a csúcs alatti Franz-kéményben. 
Télen mint első Theodor Wundt járt Horvay Jakab vezetővel 1890. XII. 27-én.
A Lomnici-csúcsra 42 hegymászóút vezet, különösen a 300 m magas nyugati fala népszerű. A nyugati lejtőkön már 1877-ben jártak, azonban a fal mászását 1909 nyarán kezdték. Ennek ellenére a nyugati fal még 20 évig ellenállt, és csak 1929. VIII. 8-án sikerült először megmászni Antoni Kenar, Aleksander Stanecki és Wiesław Stanisławski lengyel hegymászóknak. Számos nehéz út mellett a nyugati fal legismertebb útvonala az ún. Hokibot út, amelyet František Plšek és Václav Zachoval másztak meg 1950. VIII. 8-án.

## A drótkötélpálya

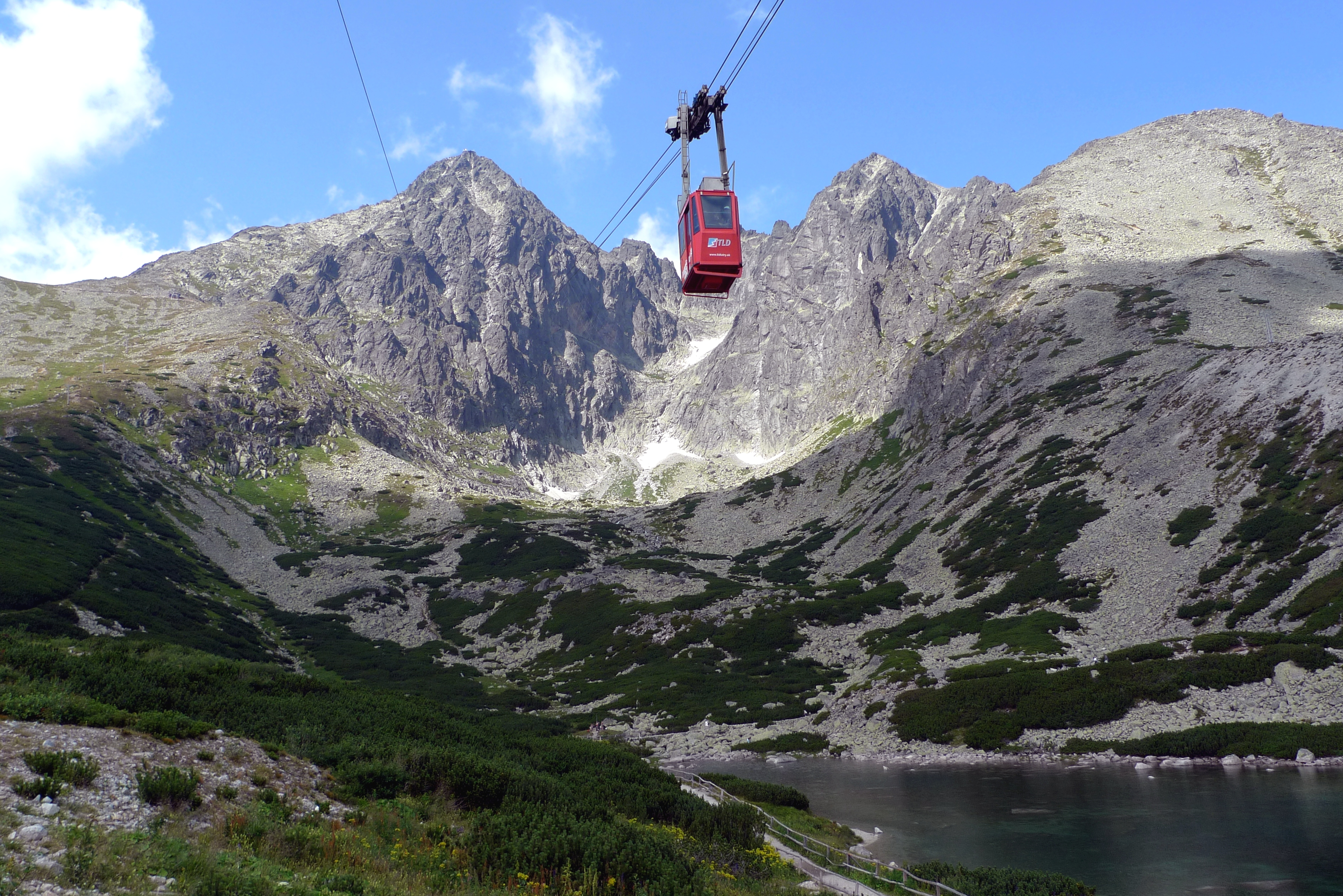
Lanovka

A 20. század harmincas éveiben a tátralomnici gyógyfürdő igazgatója, Országh György mérnök, hogy felkeltse a telep iránti érdeklődést, a Lomnici-csúcsra vezetendő drótkötélpályát kezdett propagálni (előzőleg a Gerlachfalvi-csúcsra akartak drótkötélpályát építeni). Ebben a törekvésben nagyban támogatta testvére, Dr. Országh József, akinek nagy befolyása volt a kormánynál. A turisták ellenszenve ellenére 1940-ben befejezték a drótkötélpálya felső, a Kő-pataki-tó és a Lomnici-csúcs közötti szakaszát, mely 862 m szintkülönbség legyőzésével, 1655 m fesztávolsággal éri el a csúcsot, a kötélpálya közlekedési hossza 1870 méter. Ezen a szakaszon a felvonó 856 m szintkülönbséget győz le; eredetileg erre egy tartópillér szolgált a csúcs déli falában. az utolsó felújítást követően már erre sincs szükség. A drótkötélpálya mindkét szakaszának együttes szintkülönbsége – Tátralomnic és a Lomnici-csúcs között – 1722 m. A kilenc tartópillér közül, a legmagasabb 37 méter. Ez az alkotás 1958-ig, a francia Alpokban, Chamonix-ból az Aiguille du Midi csúcsára vezető drótkötélpálya megépítéséig szintkülönbség tekintetében világelső volt. A drótkötélpályát a Wiesner cég tervezte (a későbbi Transporta Chrudim). A segédfelvonó megépítéséhez 30 málhahordó 300 tonna építőanyagot és berendezést háton vitt fel a csúcsra; ennek során két személy életét vesztette. A drótkötélpályát 1988–1989-ben átépítették.

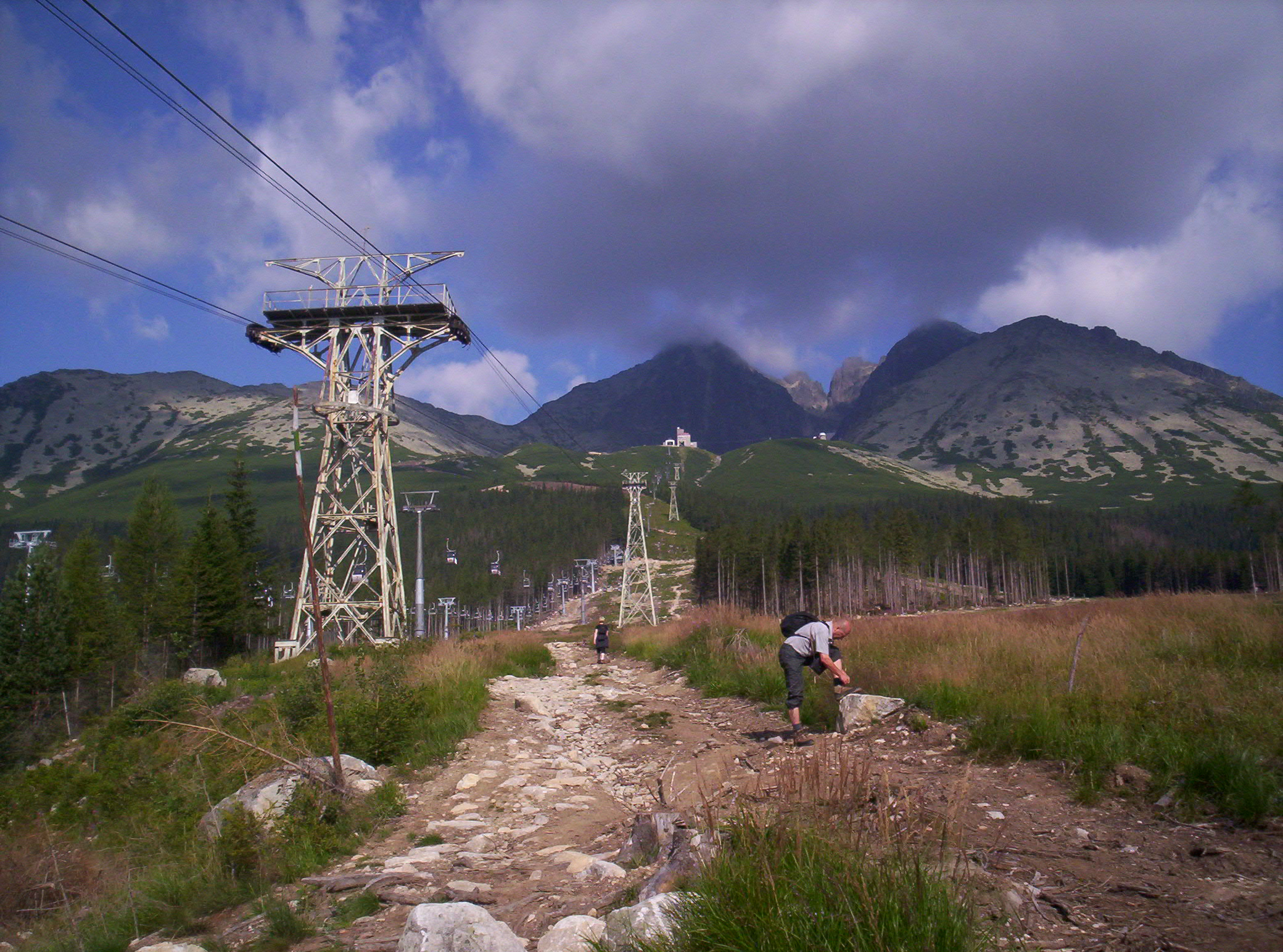
Felvonók a Kő-pataki-völgybe

A Kő-pataki-völgybe Tátralomnicról két függővasút is visz. Az egyik a (Sasanka Hotel mellől) 1973. augusztus 27-től üzemel, míg a másik a (Grandhotel Prága mellől) mely jelenleg menetrendszerű üzemen kívül van.

## A kutatóállomás

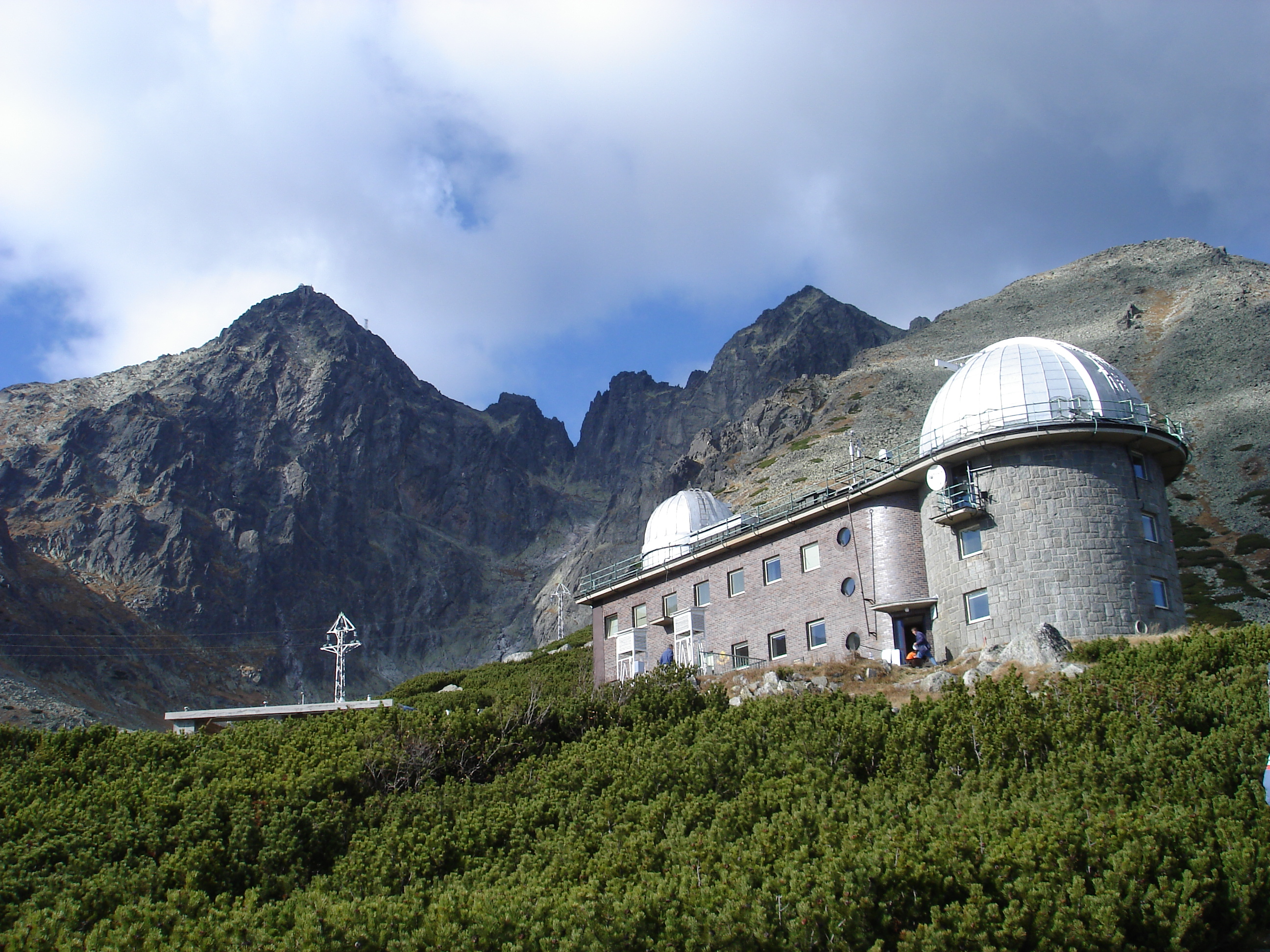
Obszervatórium a Kő-pataki-tónál

A drótkötélpálya állomása épületét úgy építették, hogy ott egy obszervatórium is helyet kapott. Eleinte csak meteorológiai állomással számoltak, habár a Kő-pataki-tónál lévő csillagvizsgáló alapítója, Antonín Bečvář javaslatára a megfigyelőtornyot úgy építették, hogy arra a jövőben kupolát is helyezhessenek. A megfigyelést 1940. X. 1-jén kezdték meg és a mai napig végzik. A megfigyelés-sorozatban csak egy megszakítás volt: 1944 végén a visszavonuló német csapatok megrongálták a felvonót, és csak 1947. I. 1-jén kezdődhetett újra a munka. A Lomnici-csúcson a maximális hőmérséklet +19.4 °C volt, a minimális hőmérséklet –35.6 °C, az évi átlag pedig –3.7 °C (mint a sarkkörön).
1952-ben a kozmikus sugárzás mérését is elkezdték a csúcson, eleinte csak időszakosan, a nemzetközi geofizikai évtől (1957) kezdődően pedig a mai napig megszakítás nélkül. A tetőn elhelyezett műszerházikóban neutron monitor ólomgyűrűbe helyezett mérőcsövei szolgáltatják az adatokat, melyek feldolgozását ma már a helyszínen lévő számítógépek végzik. A kozmikus sugárzás eredete a távoli világűrben és a Napban van. A mérési adatokból a Nap atmoszférájában lejátszódó fizikai folyamatokra lehet következtetni. A laboratórium 60 külföldi intézettel cseréli adatait, néhány munkatársa a múltban részt vett szovjet antarktiszi expedíciókon is.
1956-ban a „régi” épület mellett egy új obszervatóriumot kezdtek építeni, ezt 1962-ben fejezték be. Az épület – akárcsak a kő-pataki-tói csillagvizsgáló – a Tátralomnici Csillagvizsgáló Intézet munkahelye. A kupolában 1962 óta a Nap megfigyelésére szolgáló speciális műszer, ún. koronográf van elhelyezve, melyet 1970-ben egy újabb koronográffal egészítettek ki. A két műszer lehetővé teszi a Nap legfelső atmoszférájának, a koronának és a napfáklyáknak (protuberanciáknak) egyszerre történő megfigyelését. A koronográfban tulajdonképpen mesterséges napfogyatkozás keletkezik.
A 20. század hatvanas évei elején az obszervatórium tetőjén volt néhány évig egy mozgatható házikó, ebben kapott helyet egy 60 cm átmérőjű tükrös távcső, mely az üstökösök megfigyelésére szolgált.